# Platysace maxwellii
Platysace maxwellii är en flockblommig växtart som först beskrevs av Ferdinand von Mueller, och fick sitt nu gällande namn av C.Norman. Platysace maxwellii ingår i släktet Platysace och familjen flockblommiga växter. Inga underarter finns listade i Catalogue of Life.